# Neuilly-le-Brignon
Neuilly-le-Brignon è un comune francese di 325 abitanti situato nel dipartimento dell'Indre e Loira nella regione del Centro-Valle della Loira.

## Società

### Evoluzione demografica
Abitanti censiti